# آجريات
الآجِريَّات (الاسم العلميAegeridae)، فصيلة أحفورية من الشجريات الغلاصم.تحتوي الفصيلة على جنسان فقط، Aeger وAcanthochitona.